# Cristo risorto in gloria
Il Cristo risorto in gloria è un dipinto a olio su tavola (348x258 cm) di Rosso Fiorentino, databile al 1528-1530 e conservato nella Museo diocesano a Città di Castello.

## Storia
Il 1º luglio 1528 Rosso si trovava Città di Castello, alla firma del contratto per una grande pala per la locale Compagni dal Corpus Domini. Si legge che erano previsti un Cristo "resuscitato e glorioso", quattro sante e, in basso, "più e diverse figure che denotino, representino il populo, con quelli angeli che a lui [al pittore] parerà di acomodare". Come termine di consegna si stabiliva un anno, ma l'opera ebbe una gestazione più lunga e travagliata: il tetto della sala data al pittore come laboratorio crollò infatti danneggiando il supporto (come si vede ancora oggi sulle assi della tavola), poi al Rosso venne una tale febbre che lo fece tornare al più presto nella più familiare Sansepolcro. Qui però si ammalò ulteriormente di quartana, per cui si trasferì a Pieve Santo Stefano "a pigliare aria". Ripassò da Arezzo e infine si stabilì di nuovo a Sansepolcro, da dove completò la tavola di Città di Castello, senza mai farla vedere ai committenti durante l'esecuzione, come ricorda Vasari: tale precauzione fu forse dettata dalla paura dell'ennesimo rifiuto dell'opera, vista lo stato semifinito di molti personaggi e la variazione di alcuni termini previsti dal contratto, come la mancanza degli angeli nell'opera finita.
L'opera venne decurtata agli angoli nel XVII secolo. Da sempre conservata in duomo, è stata musealizzata in anni recenti.

## Descrizione e stile
Il Rosso in generale si attenne abbastanza fedelmente al contratto. Al centro si trova il Cristo risorto in gloria, affiancato da quattro sante, due per lato, in posizioni simmetriche complementari, a formare la tradizionale piramide compositiva. Le più vicine dovrebbero essere la Vergine Maria (sinistra) e una sant'Anna dal volto molto danneggiato; alle estremità la Maddalena vestita di rosso e Maria Egiziaca. I santi sono sullo sfondo di un cielo plumbeo, in cui risaltano i raggi argentei che emette Cristo, nella tipica posizione stante e con le mani sollevate.
Nella parte inferiore, in cui sono evidenti zone non finite, si accalcano vari personaggi che rappresentano le varie popolazioni del mondo destinatarie del messaggio di Cristo, come ricordò anche Vasari: vi «fece mori, zingani e le più strane cose del mondo». Si riconoscono una donna di colore accovacciata, una in piedi che tiene una conocchia e regge la mano di un fanciullino erculeo, dalla muscolatura fin troppo accentuata, derivata dalla cultura antiquaria dell'epoca che traeva ispirazione dalle statue romane; poi un uomo seminudo con l'elmo, una donna accovacciata vicino a una cesta, una di spalle che tiene un bambino, due figure che conversano, tra cui una vestita di verde. È evidente l'intento di mettere in scena molti personaggi con pose spesso complementare e un complesso gioco di rimandi e simboli, non ancora appieno spiegati e forse non spiegabili.
L'opera non godette in passato di giudizi unanimemente positivi, ma oggi si tende a elogiarne le preziosità cromatiche (riportate alla luce col restauro del 1982), e per la complessa iconologia, in cui trova spazio anche il recupero di modi arcaici o arcaizzanti, come il Cristo nella mandorla, delimitata in questo caso dai profili delle due Marie più vicine, oppure nella metà inferiore dove è stata notata una forte assonanza con il gruppo dell'Elemosina di Pietro di Masaccio nella Cappella Brancacci.